# Dialektisk teologi
Dialektisk teologi eller neoortodoxi var en riktning inom den tyska evangeliska kyrkan som uppstod runt 1920 och betonade att Gud är bortom allt, och att varje mänsklig kunskapsform och religion i sista hand är otillräcklig för att fatta det vi kallar Gud.
Genom uppenbarelsen träder Gud i dialog med människan, därav namnet "dialektisk". En viktig föregångare var Søren Kierkegaard. Rörelsen leddes av ett antal teologer, därbland Karl Barth, Emil Brunner, Nikolaj Berdjajev, Reinhold Niebuhr och Paul Tillich.